# Megachile horrida
Megachile horrida är en biart som beskrevs av Schulten 1977. Megachile horrida ingår i släktet tapetserarbin, och familjen buksamlarbin. Inga underarter finns listade i Catalogue of Life.